# Sebastes goodei
Sebastes goodei är en fiskart som först beskrevs av Eigenmann och Eigenmann, 1890.  Sebastes goodei ingår i släktet Sebastes och familjen kungsfiskar. Inga underarter finns listade i Catalogue of Life.